# بولونيا (إيطاليا)

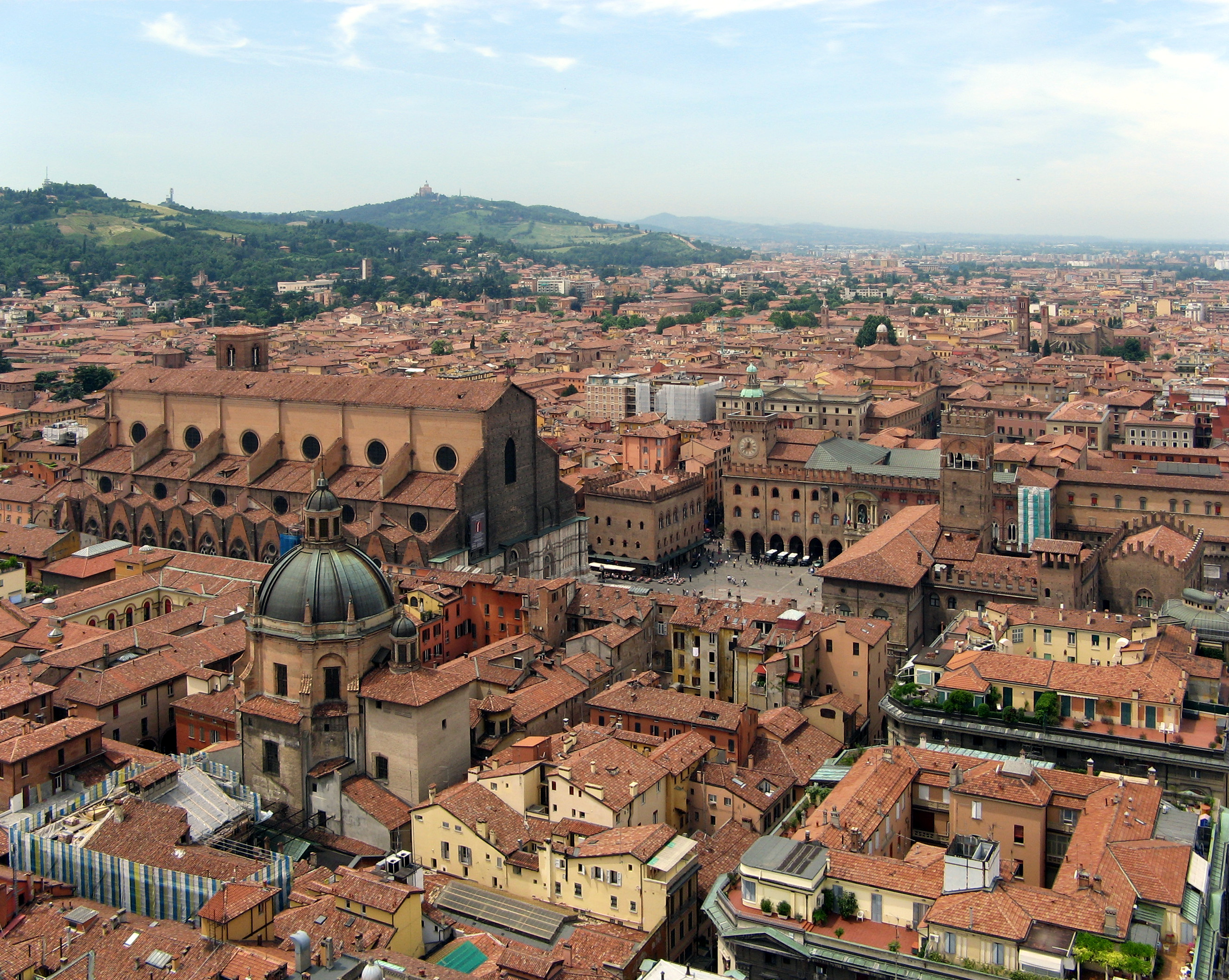
وسط بولونيا

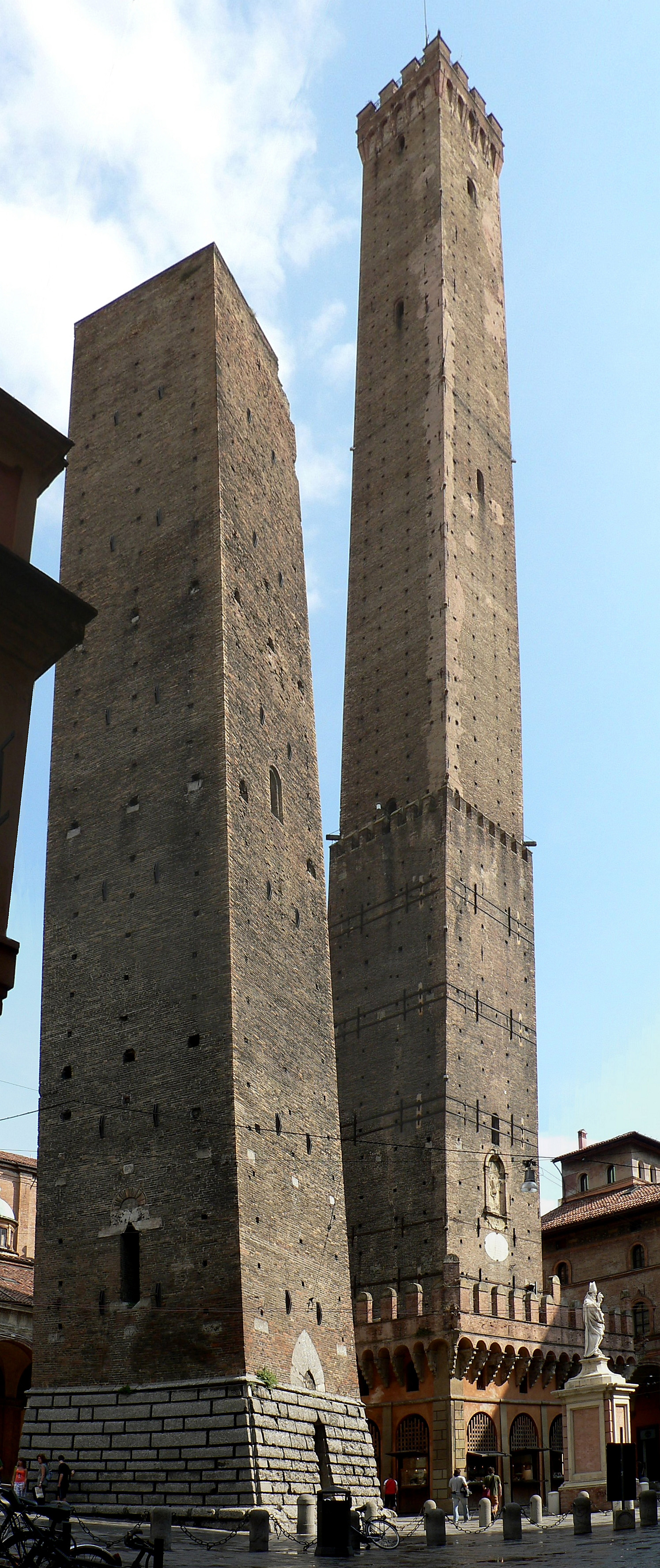
برجي أرتينيزي الشهيرين

بولونيا (بالإيطالية: Bologna)‏، مدينة إيطالية عاصمة إقليم إميليا رومانيا ومقاطعة بولونيا، عدد سكانها 373.026 نسمة.
تتميز بجامعتها الأعرق في أوروبا تأسست في عام 1088 وتعتبر من أهم المنارات العلمية في عصر النهضة عندما استوعبت ألفي طالب علم من كل أنحاء أوروبا ليلتقوا في تجمع يمثل كل عبق العصور الوسطى، أحد معالمها مباني أثرية مثل البرجان الموجودان في وسطها.
و بولونيا هي إحدى أكثر المدن الإيطالية تقدماً. وغالباً ما تصنف في مقدمة المدن بالنسبة لمستوى المعيشة إيطالياً. ويرجع هذا إلى التزامه تقاليدها الصناعية القوية وموقعها الطبيعي - واقعة على مسار أهم الطرق السريعة والسكك الحديدية في البلاد - فضلا عن مجموعة الخدمات الاجتماعية الكبيرة والمتطورة للغاية.
عرف عن البولونيين جرأتهم وانغماسهم في الحياة الثقافية، وأعلنت مدينتهم في عام 2000 عاصمة للثقافة الأوروبية، كما تم تحويل سوق الأسهم المحلي القديم إلى أكبر مكتبة متعددة الوسائط في إيطاليا مما جعلها تستحق اسم مدينة المثقفين.
تعتبر بولونيا بموقعها الذي تحيط به بقايا جدران تعود إلى العصور الوسطى مكاناً مثالياً للتجول سيراً على الأقدام.

## السكان
في سنة 1861 بلغ عدد السكان 116٬874 نسمة، وتطور العدد ليصل في سنة 2011 لـ 371٬337 نسمة.
يظهر هذا المخطط البياني تطور النمو السكاني لـ بولونيا (إيطاليا)

## الجغرافيا
تقع بولونيا في وادي مقيصبة، تقيها التلال الأبينينية، بين مصب وادي نهر رينو ومصب جدول سافينا.
تمتد أراضيها من الحواف الجنوبية لسهل بادانيا المتاخمة لفيرارا إلى جبال الأبينيني التوسكو إميلياني. وتتراوح ارتفاعها ما بين 54 متر فوق مستوى البحر في وسط المدينة، إلى 300 متر فوق مستوى البحر في سابيونو وتلة ديلا غوارديا حتى 1945 متر فوق مستوى البحر عند كورنو ألي سكالي.
تقسم البلدية إدارياً إلى تسعة إلى تسع «دوائر لامركزية»، وهو الاسم الرسمي أحياء المدينة، وهي: بورغو بانيغالي، سان دوناتو، سان فيتالي، سافينا، نافيلي، بورتو، ساراغوتسا، سانتو ستيفانو، ورينو.

## التاريخ

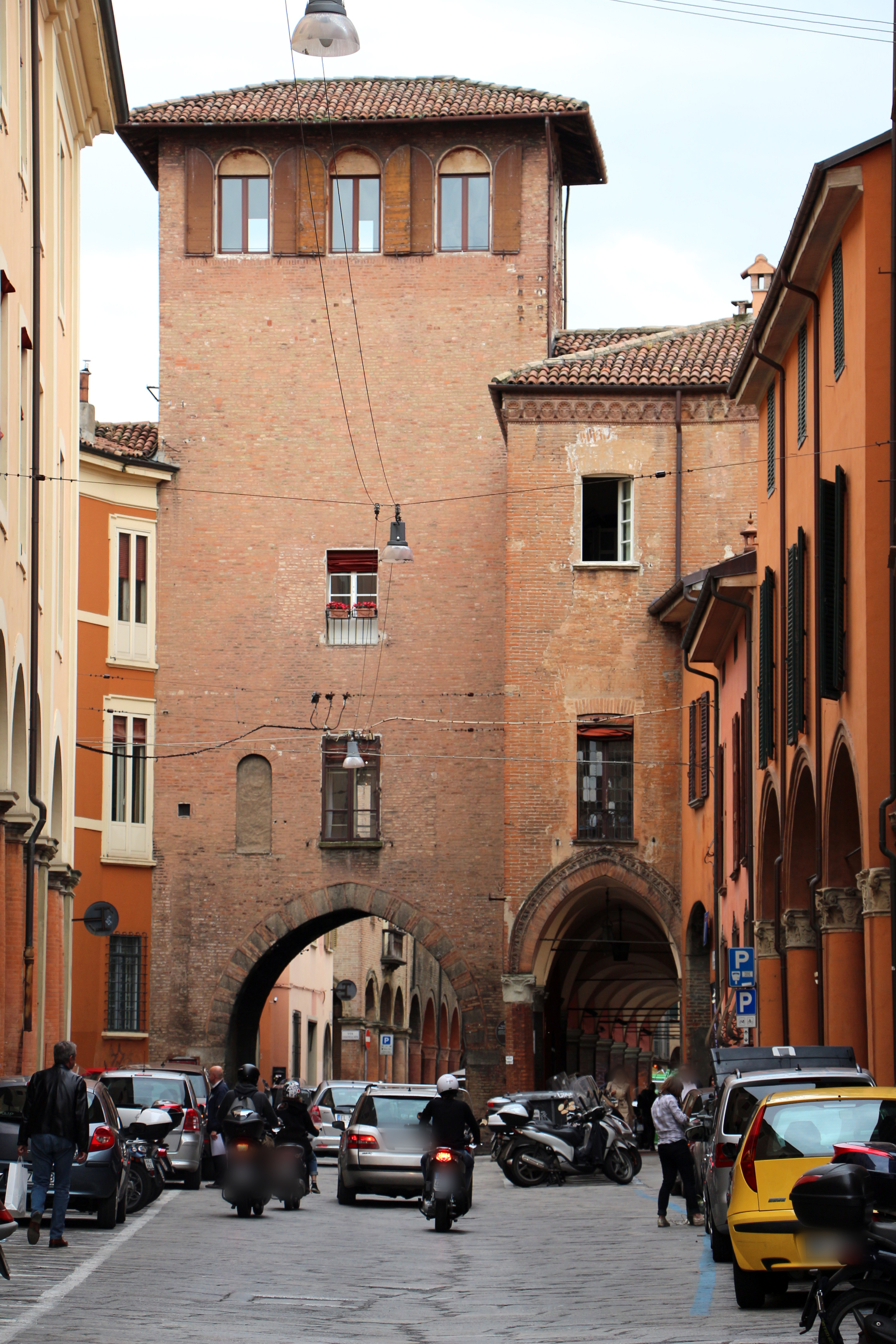
برج قصير يعد من بقايا دائرة السور الثانية

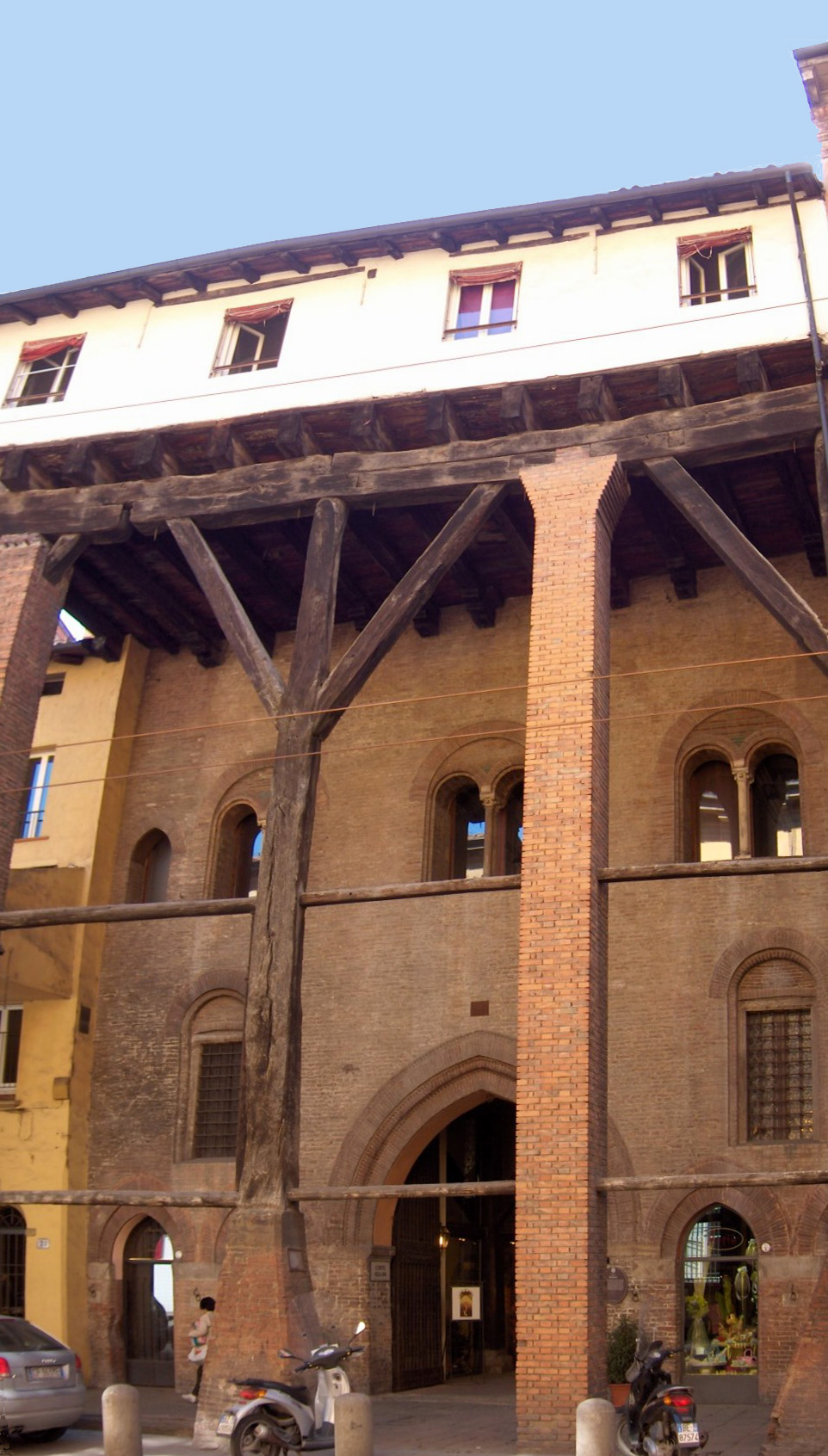
منزل إزولاني

أسس الأتروسكان بولونيا باسم Felsina فيلسينا (534 ق.م)، في المنطقة التي سكنها الفيلانوفيون من قبل، وهو شعب من المزارعين والرعاة. وقد نمت المدينة الأترورية حول ملجأ بني على تلة، وكان محاطاً بمقبرة.
في القرن الرابع قبل الميلاد، استولت قبيلة بوي الغالية على المدينة، ومنها جاء الاسم القديم للمستعمرة الرومانية 'فراجة التي تأسست سنة 189 ق.م. ضم المستوطنون ثلاثة آلاف أسرة لاتينية بقيادة القناصل لوسيوس فاليريوس فلاكوس، وماركوس أتيليوس سيرانوس، ولوسيوس فاليريوس تابو. جعل إنشاء طريق إميليا سنة 187 ق.م بولونيا محور طريق، متصلة بأريتسو عبر طريق فلامينيا الصغير وإلى أكويليا عبر طريق إميليا ألتيناتي.
أصبحت المدينة بلدية في عام 88 ق.م: كان لديها تخطيط شوارع مستقيم مع ستة كاردات وثمانية ديكومانات، والتي لا تزال مميزا حتى اليوم. تراوح عدد سكانها خلال العصر الروماني من 12000 حتى 30000 نسمة. في ذروتها، كانت المدينة الثانية في إيطاليا، وإحدى أهمها على مستوى الإمبراطورية، بها العديد من المعابد والحمامات، ومسرح، وميدان رياضي. صنف الجغرافي الروماني بومبونيوس ميلا بونونيا ضمن أغنى خمسة مدن إيطالية (opulentissimae). وبعد أن دمـّر حريقٌ المدينة في عهد كلوديوس، أعاد الإمبراطور الروماني نيرون بناءها في القرن الأول الميلادي.
و بعد فترة انحدار طويلة، وُلدت بولونيا من جديد في القرن الخامس، تحت حكم الأسقف بترونيوس، الذي بني كنيسة سانتو ستيفانو. بعد سقوط روما، كانت بولونيا معقلا حدودياً لإكسرخسية رافينا في سهل بو، وكان يدافع عنها خط أسوار لم يضم معظم أطلال المدينة الرومانية القديمة. في عام 728 استولى ليوتبراند ملك اللومبارد على المدينة، وشكل الفاتحون الجرمان منطقة تسمى الإضافة اللومباردية ("addizione longobarda") بالقرب من مجمع سان ستيفانو، وبقيت جزءاً من مملكة اللومبارد حتى قضى شارلمان عليها عام 774، ومكث في الإضافة اللومباردية في عام 786.
بدأت بولونيا تنمو من جديد في القرن الحادي عشر كبلدية حرة، وانضمت إلى العصبة اللومباردية ضد فريدريك بربروسا في عام 1164. وفي عام 1088 تاسست Studio (جامعة بولونيا) أعرق جامعات في أوروبا، والتي لها أن تتباهي بمشاهير علماء العصور الوسطى مثل إرنيريوس، وبين طلابها دانتي أليغييري وجوفاني بوكاتشو وفرانشيسكو بتراركا. أوجب توسـّع المدينة بناء خط أسوار جديد في القرن الثاني عشر، وآخر اكتمل في القرن الرابع عشر.

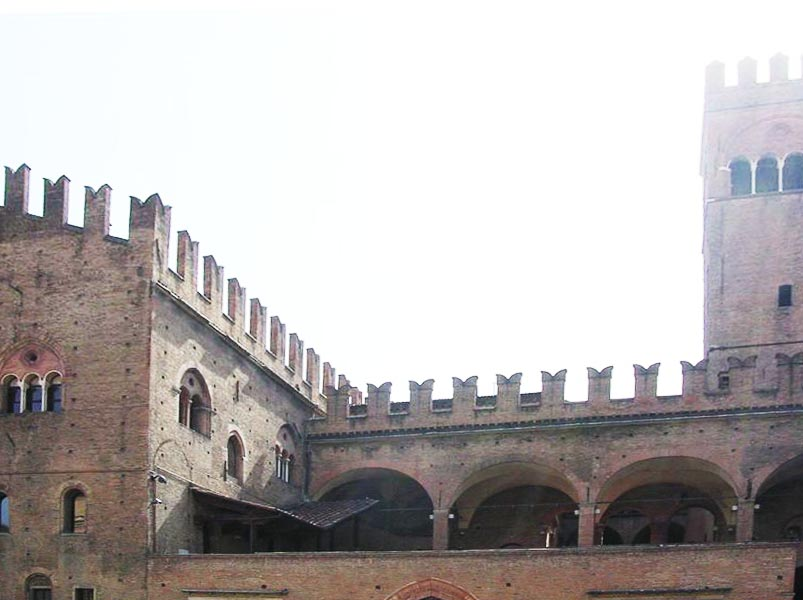
قصر الملك إنزو أنشئ عام 1245

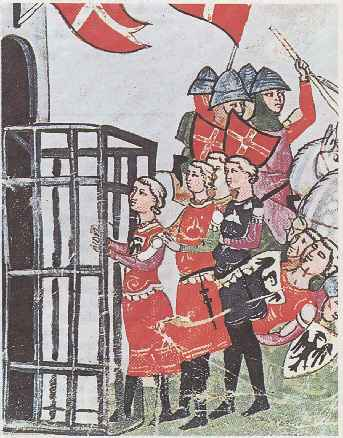
القوات البولونية تأسر الملك إنزو

أصدرت بولونيا في عام 1256 «قانون الجنة» (Legge del Paradiso)، والذي ألغى القنانة الإقطاعية، وحرّر العبيد باستخدام المال العام. في ذلك الوقت امتلء مركز المدينة بالأبراج (لعلها وصلت 180) والتي بنتها الأسر القيادية، والمباني العامة مشهورة، والكنائس، والأديرة. سيطر على السياسة البولونية في سبعينات القرن الثالث عشر السيد لوكيتو غاتيلوزيو الذي عمل كبودستا. شأنها شأن معظم المدن الإيطالية في تلك الحقبة، مزقت بولونيا الصراعاتُ الداخلية ذات الصلة بفصيلي الغويلفيين والغيبلينيين. والتي أدت إلى طرد أسرة لامبرتاتسي الغيبلينية عام 1274.
لعل بولونيا كانت خامس أو سادس أكبر مدن أوروبا في عام 1294، بعد قرطبة، وباريس، والبندقية، وفلورنسا، وربما ميلانو، بسكانٍ يتراوح عددهم بين الستين والسبعين ألفاً. بعدما سـحقها المودينيون في معركة زابولينو في سنة 1325، بدأت بولونيا باضمحلال وطلبت حماية البابا في بداية القرن الرابع عشر. وفي عام 1348، توفي حوالي 30000 ساكن خلال وباء الطاعون الأسود.
بعد سنوات حكم تاديو بيبولي الهانئة (1337-1347)، سقطت بولونيا في يد عائلة فيسكونتي الميلانية، لكنها عادت إلى الفلك البابوي مع الكاردينال خل ألبورنوس في عام 1360. شهدت السنوات التالية تعاقب الحكومات الجمهورية كتلك في سنة 1377 والتي كانت مسؤولة عن بناء كاتدرائية سان بترونيو وإيوان التجار وأيضاً عن العودة البابوية أو الفيسكونتية في الوقت الذي كانت فيه عائلات المدينة منهمكة في قتال ضروس مستمر. كسبت عائلة بنتيفوليو سيادة بولونيا في منتصف القرن الخامس عشر بحكم سانتي (1445-1462) وجوفاني الثاني (1462-1506). وكانت فترة ازدهار للمدينة بوجود مشاهير المعماريين والرسامين الذين جعلوا من بولونيا مدينة فن حقيقية. كانت بولونيا خلال عصر النهضة المدينة الإيطالية الوحيدة التي سمحت للمرأة بالتـّفوق في أي مهنة. تمتعت المرأة فيها بحرية أكبر بكثير من غيرها في المدن الإيطالية؛ حتى أن بعضهن أُتيحت لها فرصة الحصول على شهادة جامعية.

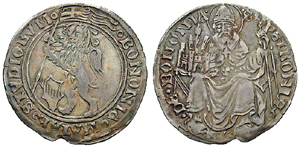
قروش من عهد بينتيفوليو

انتهى حـُكم جوفاني سنة 1506، لمّا حاصرت القوات البابا يوليوس الثاني بولونيا ونهبت كنوز قصره الفنية. وصارت بولونيا منذ ذلك الحين وحتى القرن الثامن عشر جزءاً من الدولة البابوية، يحكمها كاردينال ومجلس شيوخ ينتخب غونفالونييري كل شهرين، يساعده ثمانية مستشارين كبار. استمر ازدهار المدينة، رغم ظهور وباء الطاعون نهاية القرن السادس عشر الذي خفـّض عدد السكان من 72000 إلى 59000، وآخر في سنة 1630 إلى 47000. ثم عاد عدد السكان لينمو واستقر ما بين 60000-65000. في عام 1564، أُنشئت ساحة دل نيتونو وقصر ديي بيانكي، إلى جانب قصر أركيجينازيو مقر الجامعة آنذاك. شهدت فترة حـُكم البابوية بناء العديد من الكنائس ومؤسسات دينية غيرها، وتجديد القديمة منها. كان في بولونيا ستة وتسعين ديراً، أي أكثر من أي مدينة إيطالية أخرى. أسس الفنانون الذين عملوا ببولونيا في هذه الفترة المدرسة البولونية التي تضم أنيبالي كاراتشي ودومينيكينو وغويرشينو وآخرين أوروبيي الشهرة.

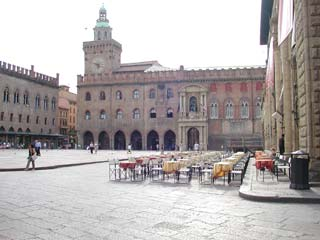
الساحة الكبرى Piazza Maggiore

مع صعود نابليون، أصبحت بولونيا عاصمة الجمهورية البادانية، ولاحقاً ثاني أهم مركز بعد ميلانو في الجمهورية الألبية والمملكة الإيطالية. بعد سقوط نابليون وإثر مؤتمر فيينا، عانت بولونيا من العودة البابوية، فتمردت في سنة 1831 ومرة أخرى في سنة 1849، عندما طردت مؤقتاً الحاميات النمساوية التي سيطرت على المدينة حتى عام 1860. بعد زيارة قام بها البابا بيوس التاسع في سنة 1857، صوّتت المدينة في 12 يونيو 1859 لصالح الانضمام إلى مملكة سردينيا، لتصبح جزءاً من إيطاليا الموحدة.
في الوضع السياسي الجديد، اكتسبت بولونيا أهمية لدورها الثقافي، وأصبحت محوراً تجارياً وصناعياً واتصالياً هاماً؛ عاد عدد قاطنيها لينمو مرة أخرى بداية القرن العشرين ودمـّرت الأسوار القديمة (عدا بعض الأقسام المتبقية) من أجل بناء منازل جديدة للسكان.
وفي في الثاني من آب أغسطس عام 1980، قـَتل انفجار قنبلة كبيرة 86 شخصا في محطة القطارات المركزية بالمدينة (أنظر مذبحة بولونيا). قبل شهرين فقط تحطمت طائرة في رحلة من بولونيا إلى باليرمو في ظروف غامضة فيما عرف بمذبحة أوستيكا.

## الأهمية
بولونيا محور خطوط سكك حديدية وطرق سريعة في غاية الأهمية في إيطاليا. كما تزداد أهمية مطار غولييلمو ماركوني ببولونيا، بعد زيادة طول المدرج إلى 2,8 كلم في صيف عام 2004.
في عام 2006، وبعدد مسافرين بلغ 4001436 مسافراً، يكون عاشر المطارات المحلية من حيث عدد من المسافرين، ولكنه السادس بالنسبة للرحلات الدولية، والثالث للرحلات بين القارات.
معرض المدينة هو ثاني أكبر المعارض في إيطاليا والرابع في أوروبا، وتقام به معارض دولية هامة، مثل:
- Cersaie (معرض بناء).
- Saie (معرض بناء).
- Motor Show (معرض للسيارت).
- Cosmoprof (معرض الصناعات التجميلية، يعد الأهم من نوعه في العالم)،
- LAMIERA (معرض آلات - نظم إنتاج)
- ARTE FIERA (معرض دولي الفن المعاصر)
- Saiedue (معرض العمارة والكماليات الداخيلة والتكنولوجيا الإسكانية).
- Lineapelle (الصناعات الجلدية).

يوجد ببولونيا والمناطق المحيطة لها عدة صناعات مهمة في مجالات الميكانيكا والأغذية والإلكترونيات، وتجارة تجزئة وجملة مهمة ("Centergross" شمال المدينة بني سنة 1973، ظل الأكبر في أوروبا لعدة سنوات)، وسوق الخضر والفاكهة الأول إيطالياً.
يقارب عدد سكان بولونيا حوالي 400000 نسمة في المدينة ذاتها، وحوالي المليون نسمة بإضافة المنطقة المحيطة، من بينهم 100000 طالب في جامعة بولونيا العريقة ذات الشهرة العالمية، والتي تأسست في القرن الحادي عشر.
ازداد عدد المهاجرين من خارج الاتحاد الأوروبي: عند نهاية سنة 2006 كانت أكبر الجاليات المقيمة بالمدينة من:
- الفلبين (3382)
- المغرب (2863)
- بنغلاديش (2447)
- الصين الشعبية (2000)
- ألبانيا (1994)

## أهم المعالم

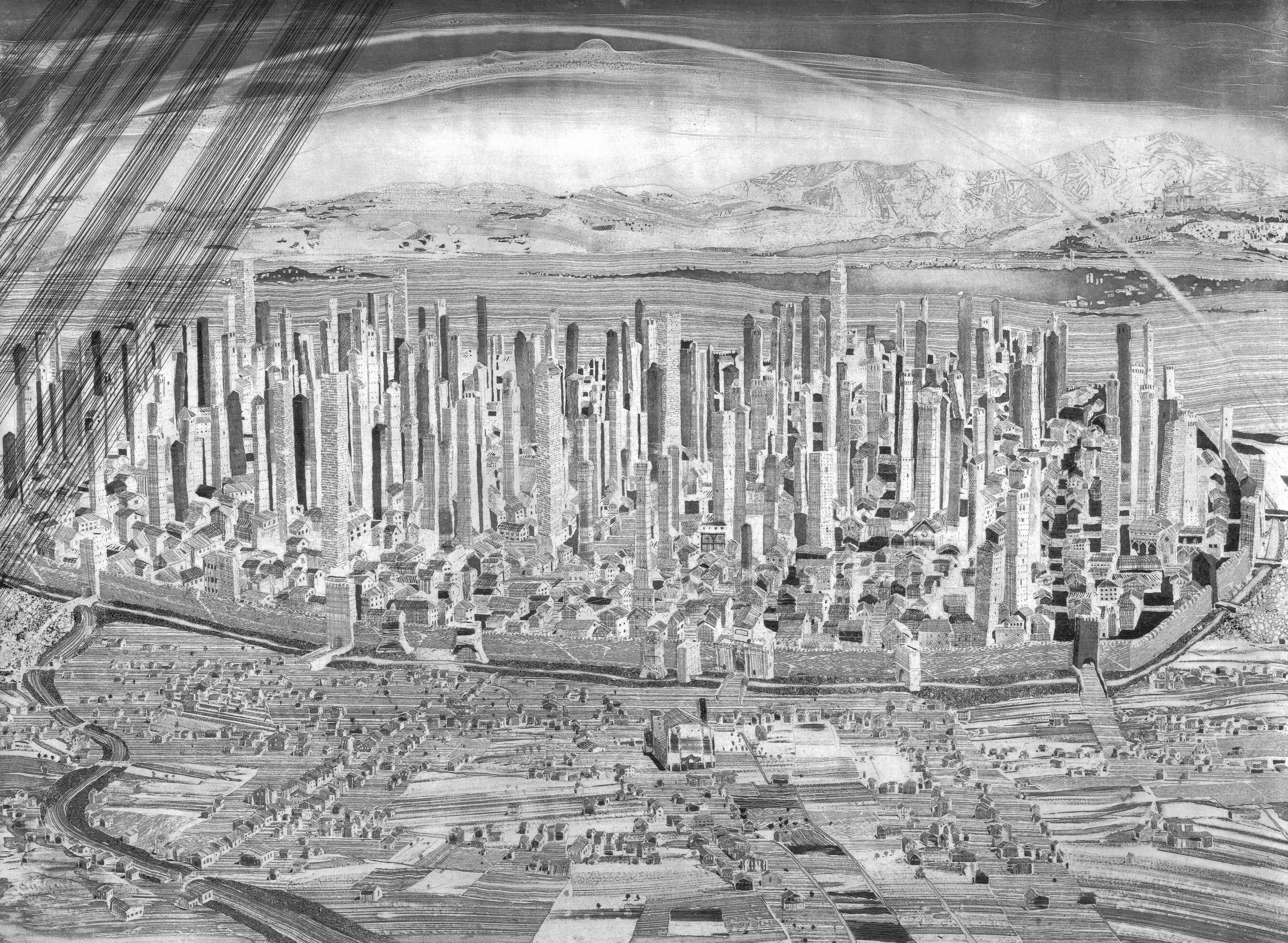
تصور للمدينة في العصور الوسطى على نمط نيويورك

حتى أوائل القرن التاسع عشر، لمّا أقيم مشروع إعادة تعمير واسع النطاق، ظلت بولونيا أحد أفضل مدن العصور الوسطى المحفاظ عليها في أوروبا؛ وحتى اليوم بقيت فريدة في قيمتها التاريخية. بالرغم من تعرضها لضرر كبير جراء القصف في عام 1944 إبان الحرب العالمية الثانية، ومركز بولونيا التاريخي هو من بين أكبرها في أوروبا، ويضم ثروة من معالم العصور الوسطى وعصر النهضة، والمعالم الفنية الباروكية المهمة.
تطورت بولونيا على طول طريق إميليا كمستعمرة أترورية ثم لاحقاً رومانية؛ ما زال طريق إميليا يسير مستقيما خلال المدينة بأسماء سترادا مادجوري، ريتسولي، أوغو باسـّى، وسان فيليشي. نظرا للتراثها الروماني، شوارع بولونيا المركزية اليوم المخصصة للمشاة إلى حد كبير، تتبع نمط شبكة المستوطنة الرومانية.
حل محل الأسوار الرومانية الأصلية أسوار عالية وفق نظام تحصينات العصور الوسطى، بقاياه لا تزال مرئية، ثم أخيراً ثالث مجموعة أسوار بنيت في القرن الثالث عشر، لا يزال باقي منها عدة من أقسام. كما يوجد أكثر من عشرين برج دفاعي من العصور الوسطى، بعضها مائل بشكل غير مستقر، وهي ما بقي من أكثر من مائتين شيدت في حقبة سبقت الأمن الذي تضمنه حكومة مدنية موحدة.

## معرض الصور

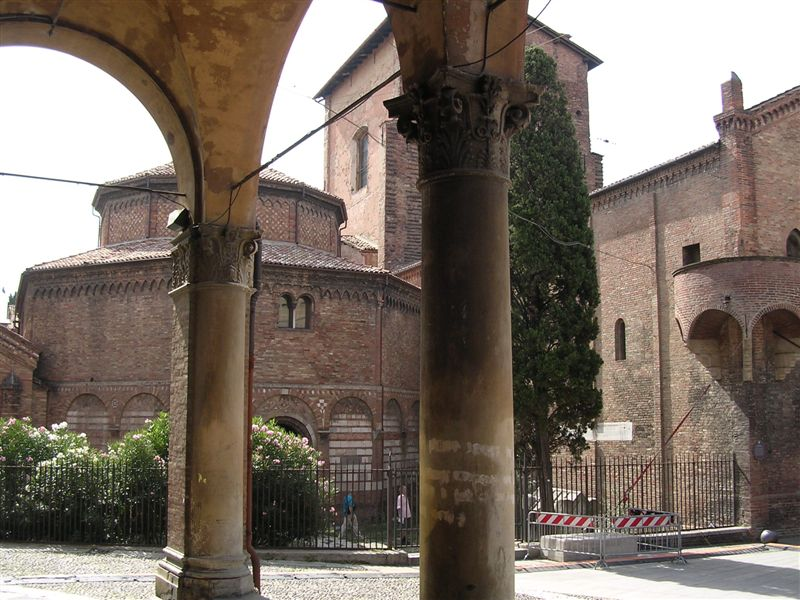
سانتو ستيفانو
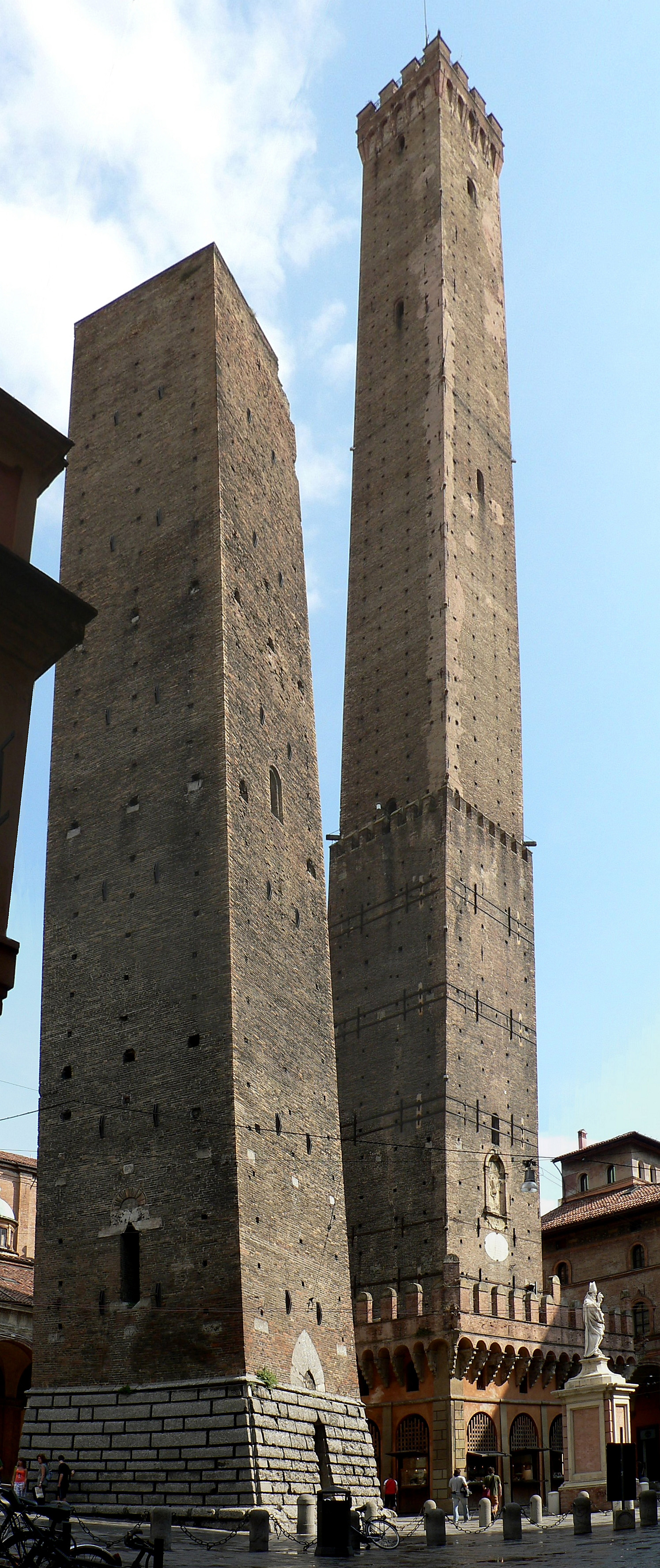
البرجين
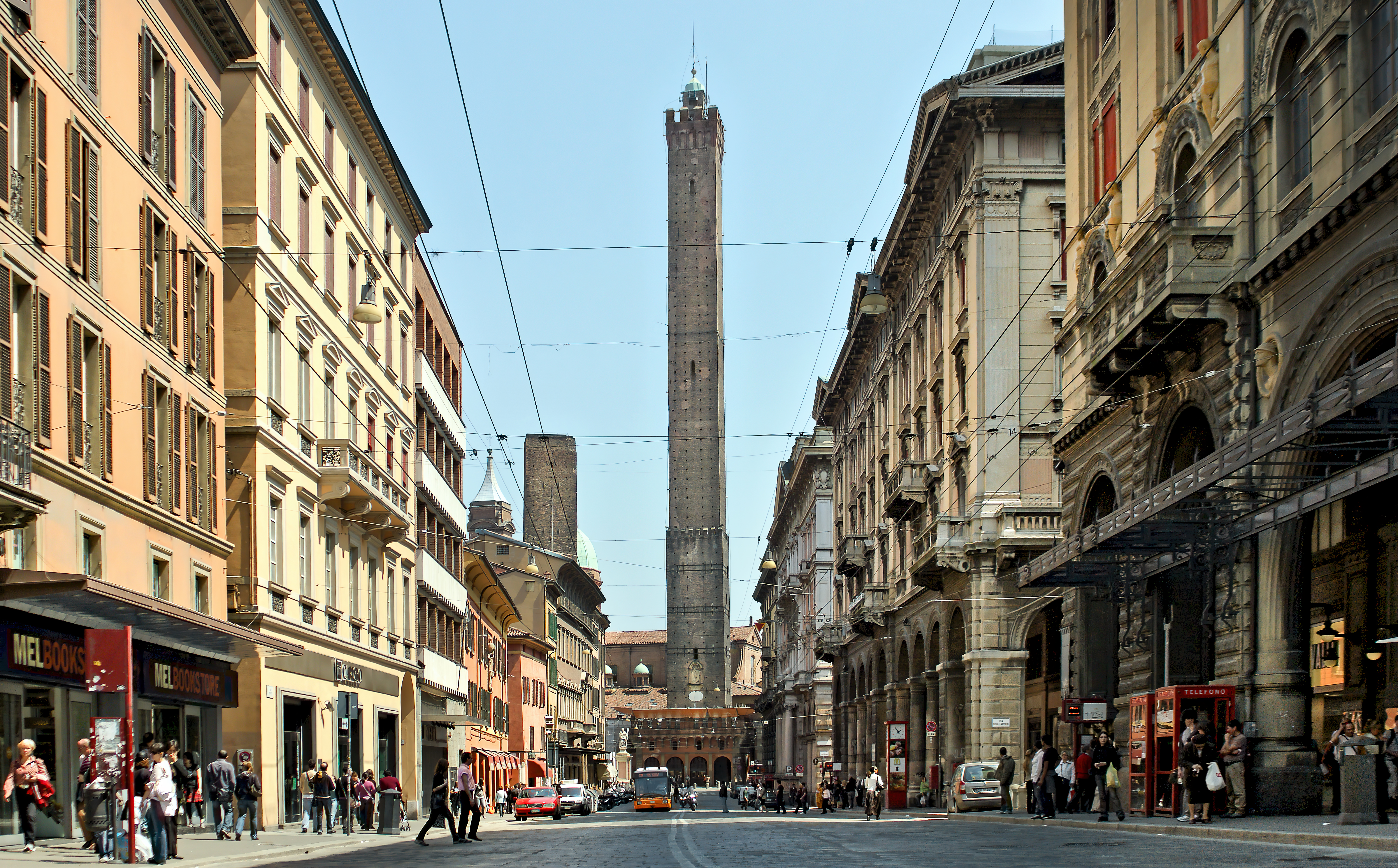
برج أزينيلي
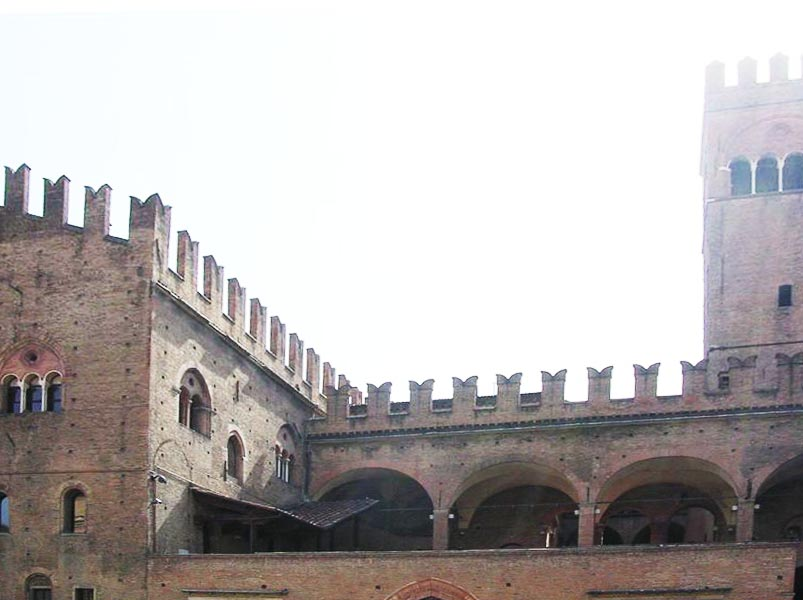
قصر الملك إنزو
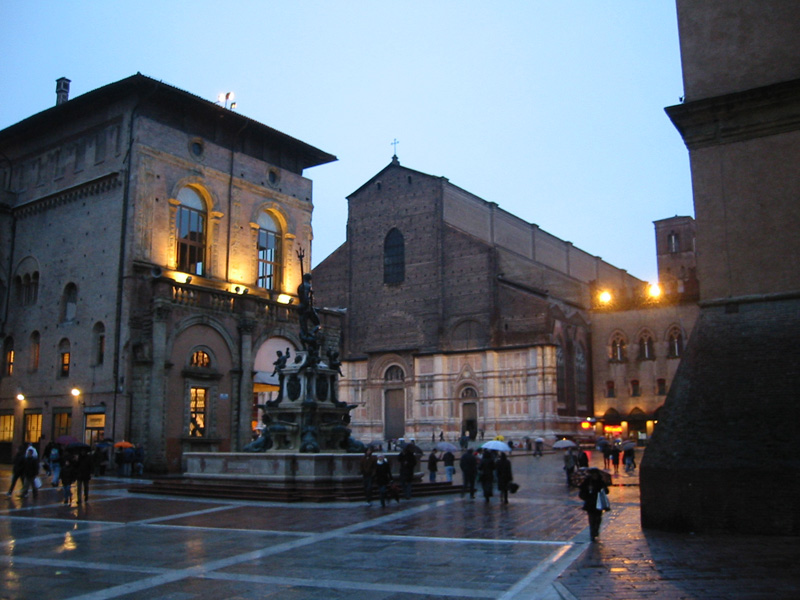
الساحة الكبرى وراء ساحة نيتونو
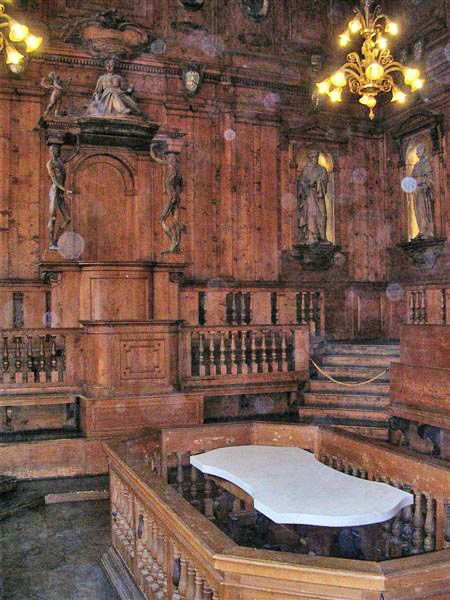
قاعة التشريح في المقر القديم لجامعة بولونيا في قصر أركيجينازيو
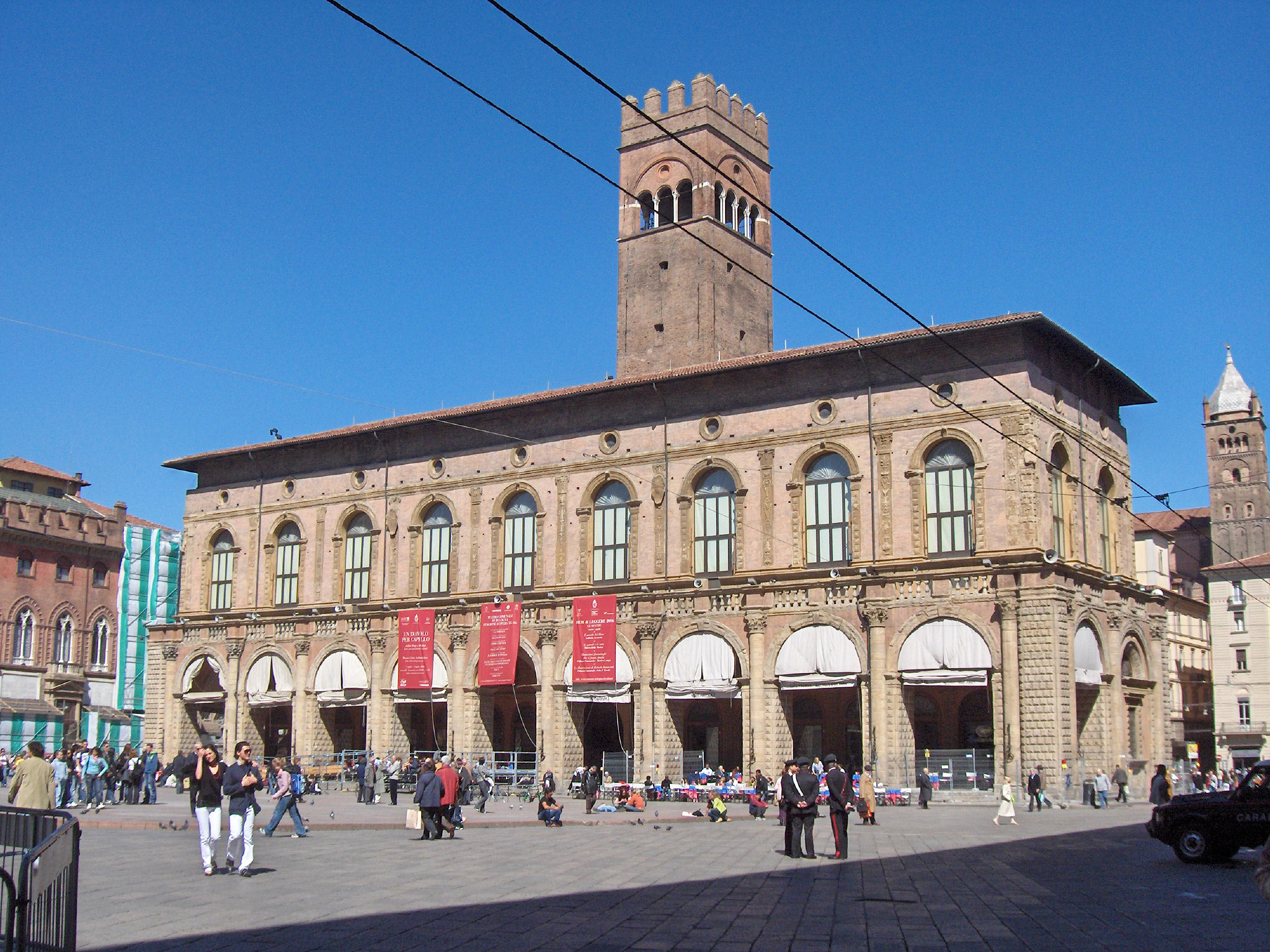
قصر بوديستا
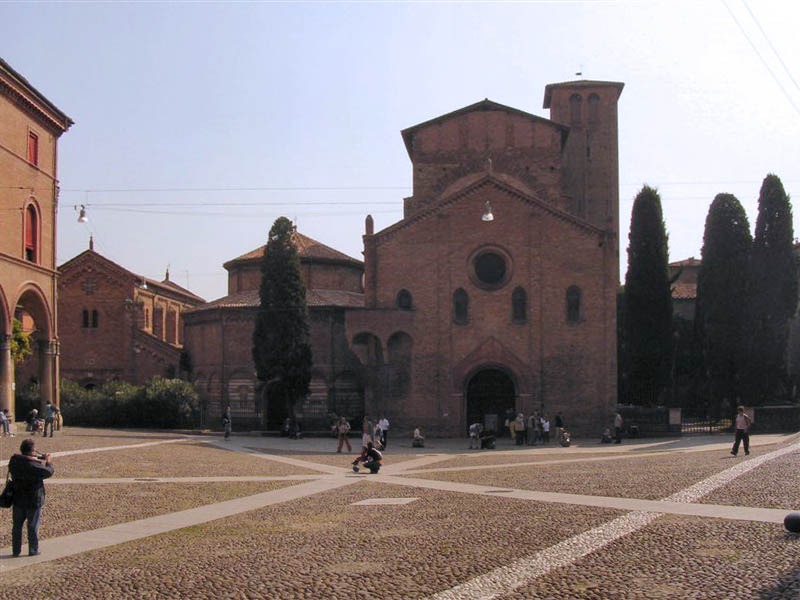
سانتو ستيفانو
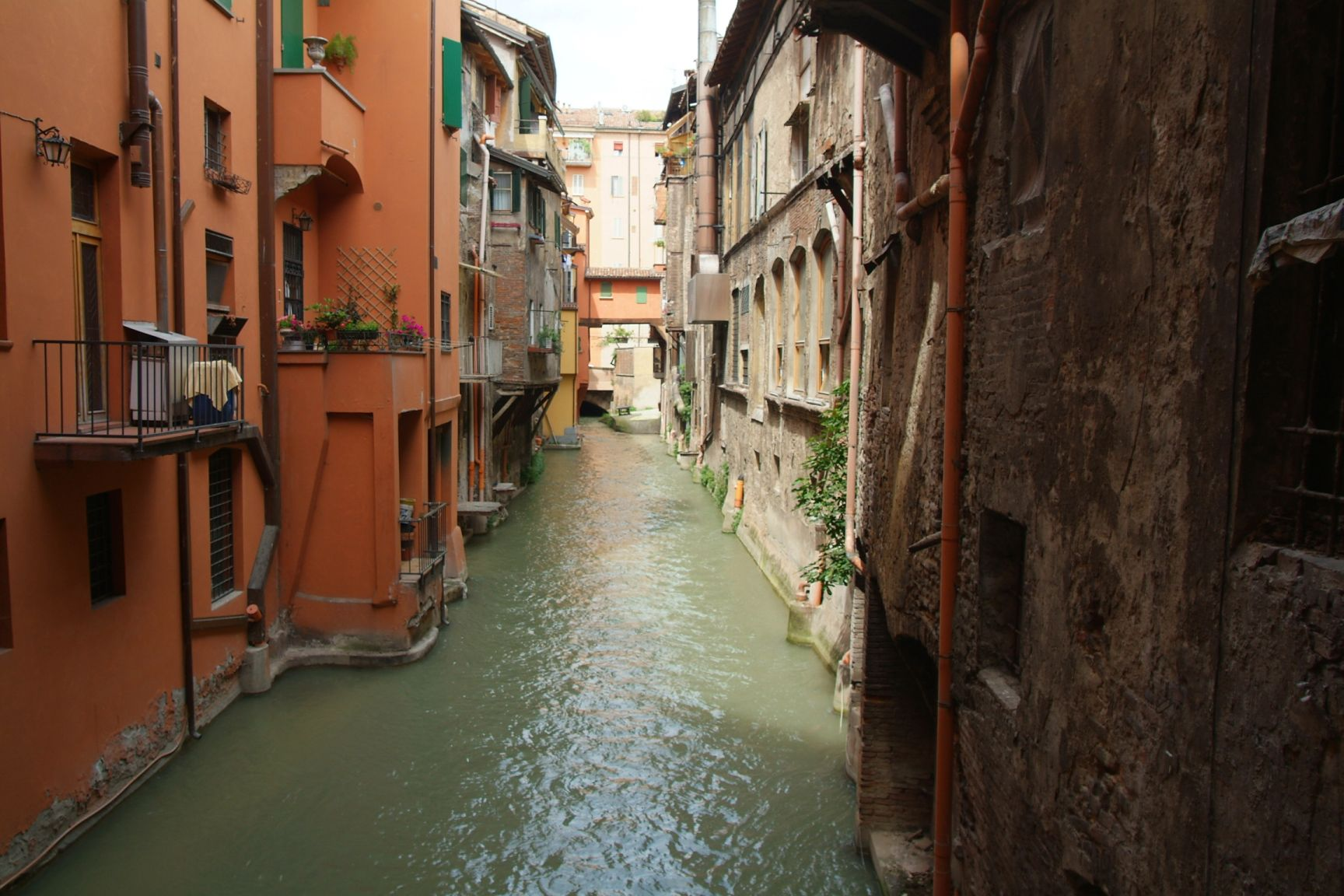
قناة ديلي موليني
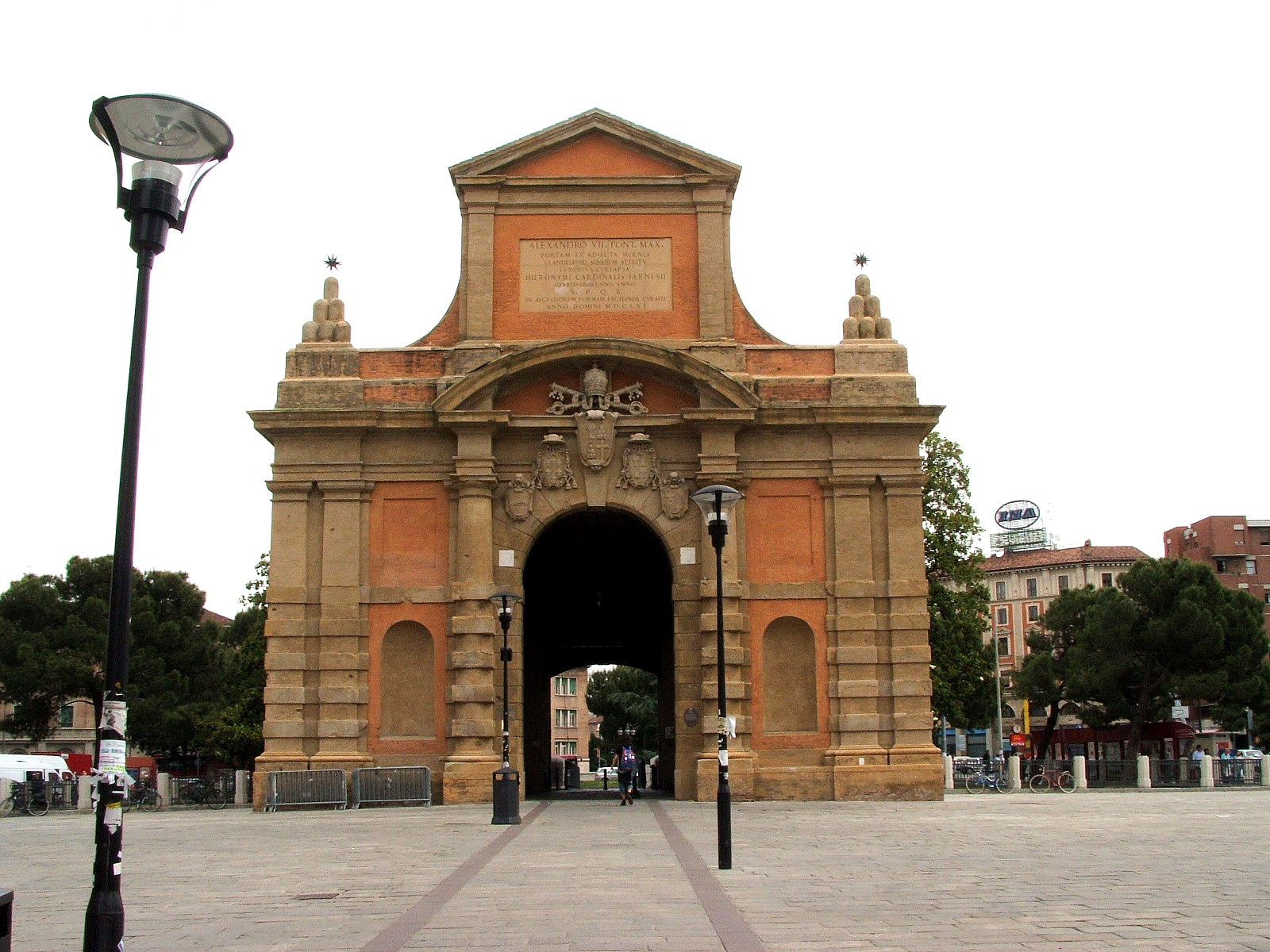
باب المعرض
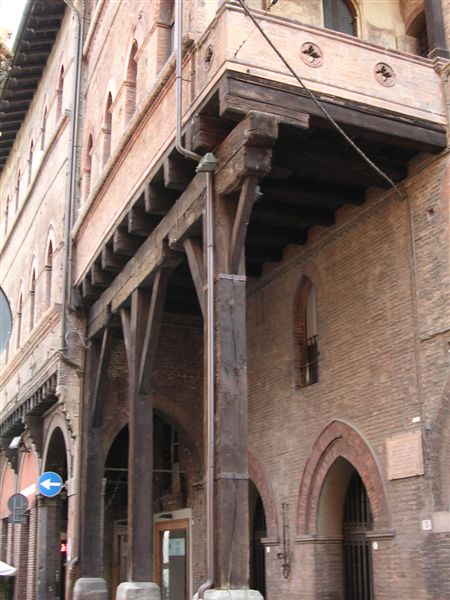
الأعمدة القديمة
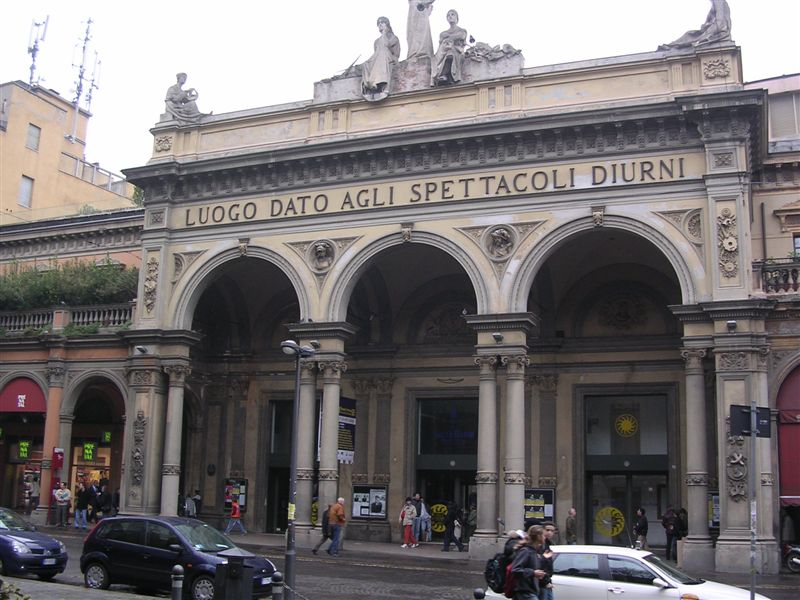
مسرح أرينا دل سولي
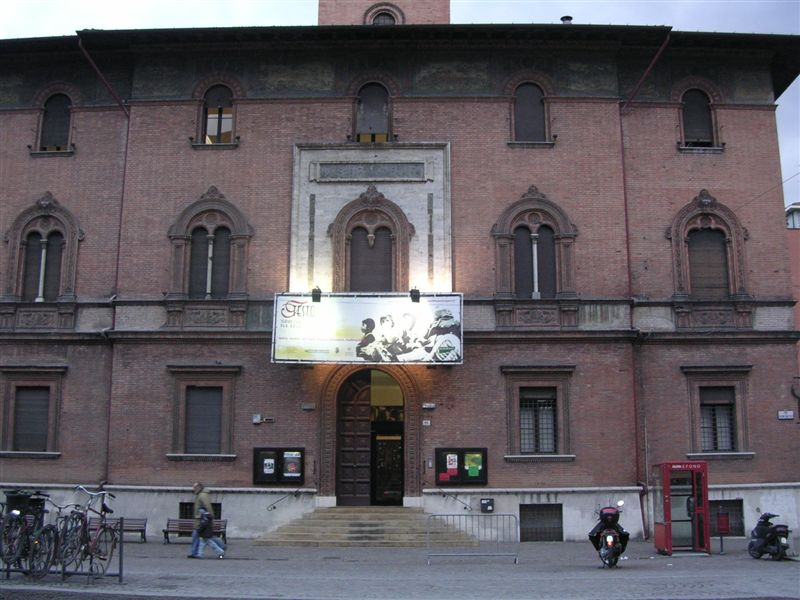
مسرح تيستوني
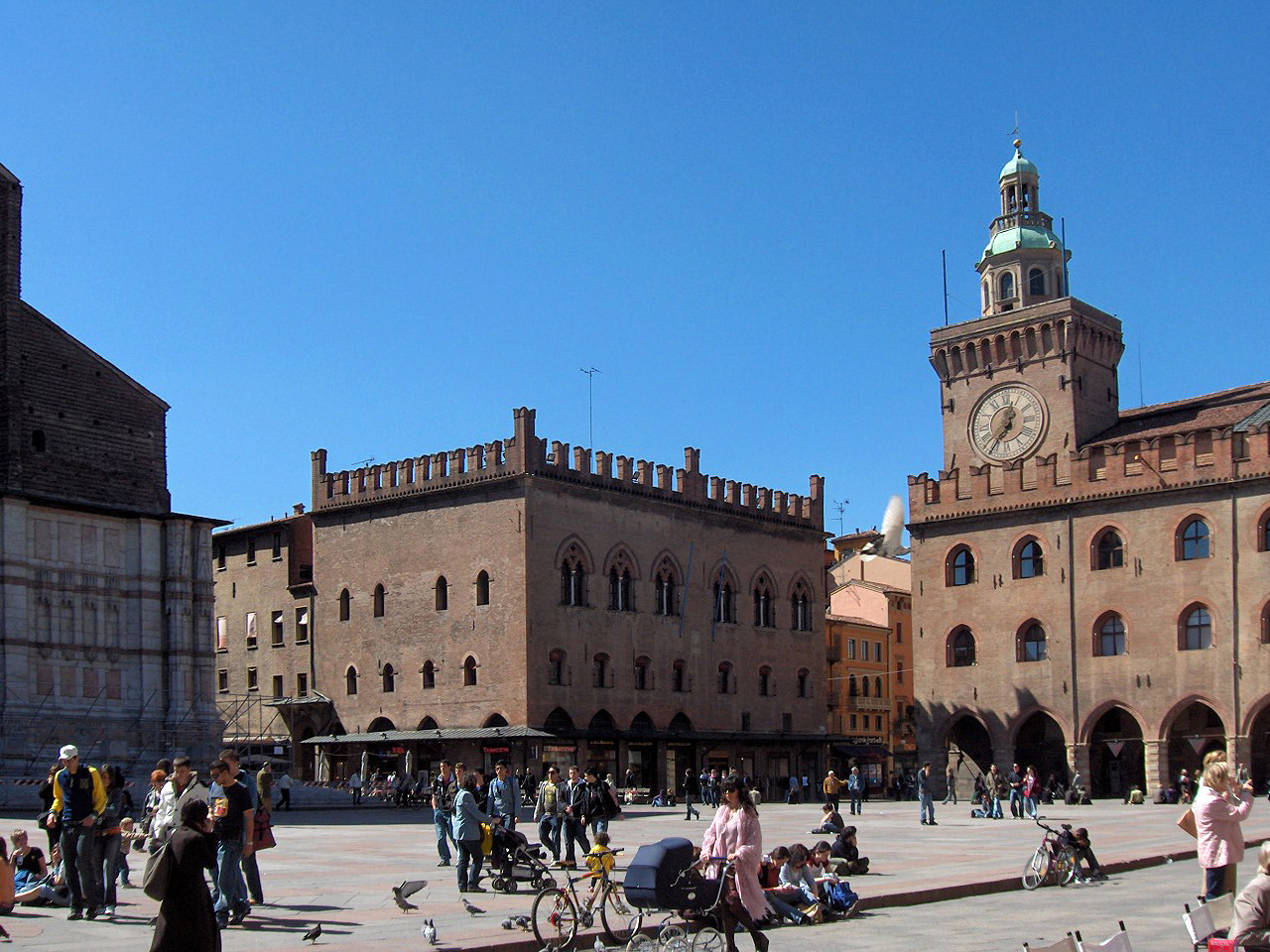
قصر ديي نوتاي
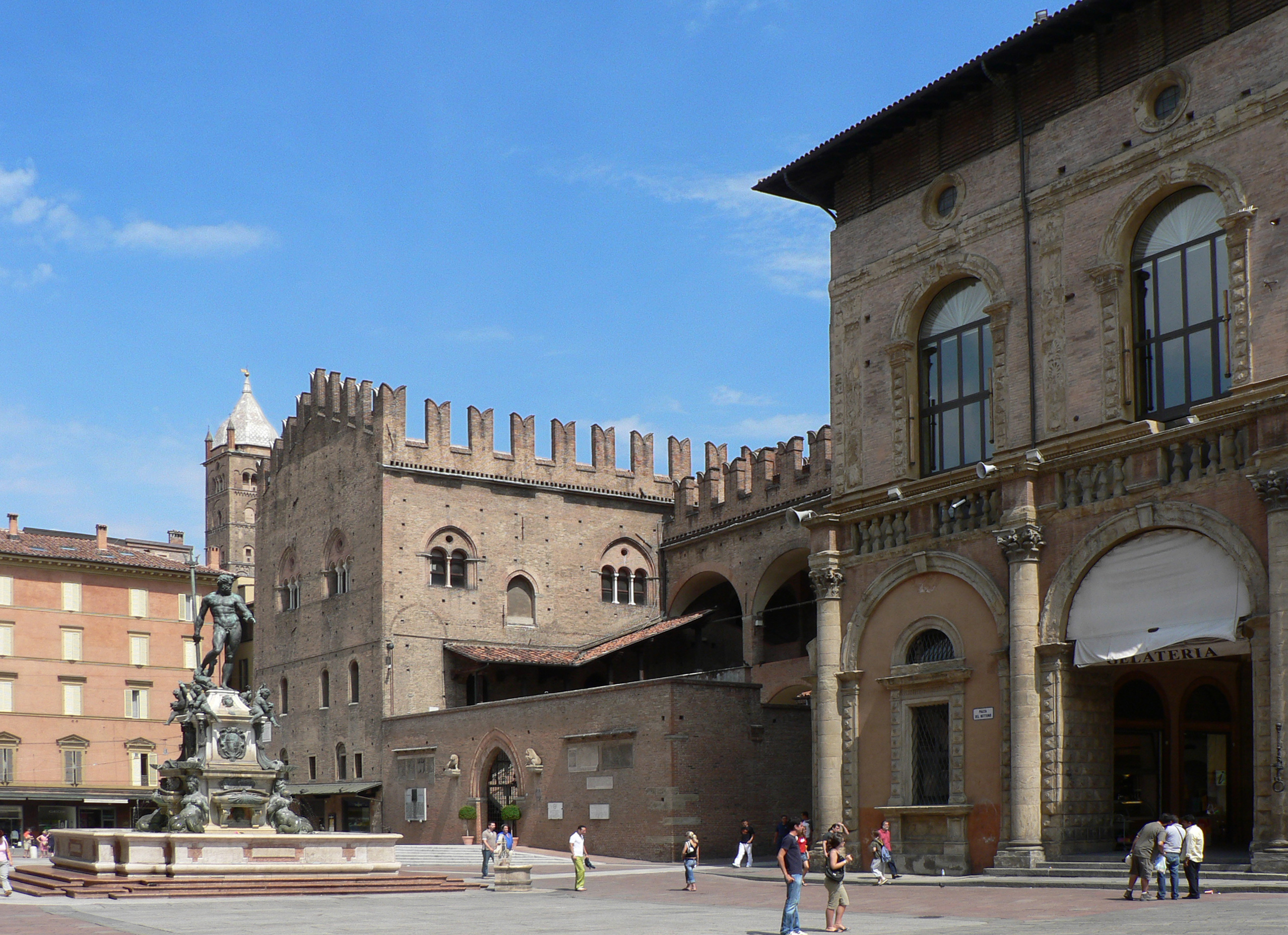
ساحة نيتونو
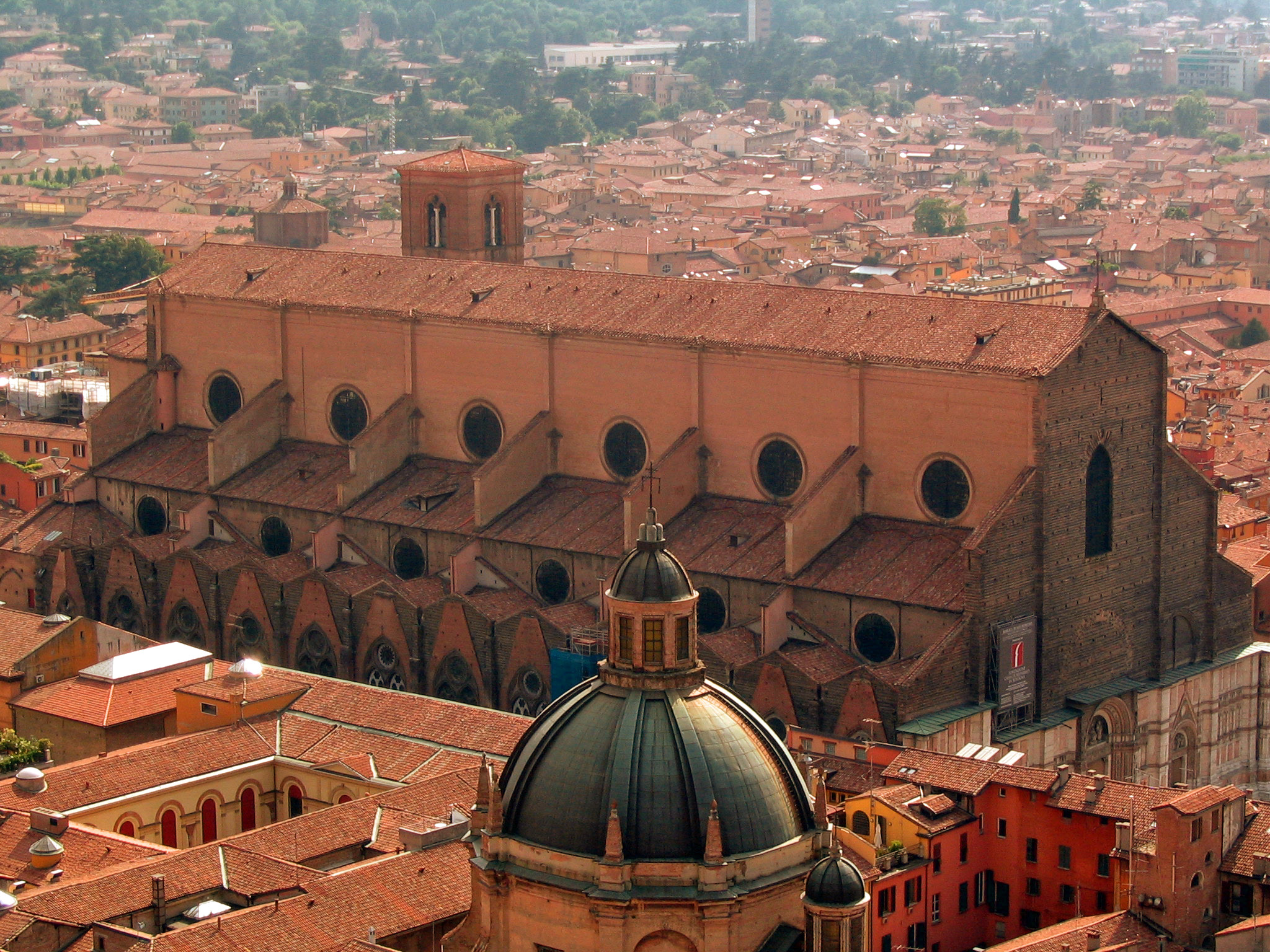

## وصلات خارجية
- الموقع الرسمي (بالإيطالية)
- طقس بولونيا (بالإيطالية)
- متحف تاريخ بولونيا (بالإنجليزية)
- مجموعة من الآلات الموسيقية في بولونيا